# Blacker
Blacker is een muziekalbum Radio Massacre International (RMI). RMI heeft de gewoonte om naast de reguliere albumuitgaven ook cd-roms uit te geven via hun eigen label. Op die albums komt muziek die niet geschikt was voor hun regeliere uitgaven. Dat kan allerlei redenen hebben. Hun vorige album was een ode aan Syd Barrett; de muziek van Blacker kan op geen enkele wijze in verband gebracht worden met Barrett. Het is terug naar hun basis, muziek a la Tangerine Dream uit hun beginperiode.

## Musici
Zie Radio Massacre International.

## Muziek
Alle van RMI

| Nr. | Titel            | Duur  |
| --- | ---------------- | ----- |
| 1.  | Dubly            | 9:16  |
| 2.  | This is scenery? | 28:08 |
| 3.  | No bones         | 3:52  |
| 4.  | Enormodome       | 16:46 |